# Anomala fuscaoaerea
Anomala fuscaoaerea är en skalbaggsart som beskrevs av Ohaus 1927. Anomala fuscaoaerea ingår i släktet Anomala och familjen Rutelidae. Inga underarter finns listade i Catalogue of Life.